# Volkspartij Leefbaar Suriname
Volkspartij Leefbaar Suriname (VLS) is een politieke partij in Suriname.
De VLS werd in 2024 opgericht door dr. Robert Vishnudatt. In het verkiezingsjaar 2025 is hij de voorzitter van de partij. Alle bestuursleden zijn op dat moment jonger dan 45 jaar en voor 80% vrouw. Zelf was hij lid van de VHP die hij uit onvrede verliet.
In aanloop naar de verkiezingen van 2025 ondernam de VLS pogingen om zich aan te sluiten bij de gezamenlijke lijst van OPTSU. Vishnudatt beëindigde deze onderhandelingen met het verwijt dat in OPTSU "het oude denken en doen niet is losgelaten". Met name verwees hij daarbij naar de SPA en en PALU. Enkele weken later verweet hij oude politiekvoering met modder smijten. Tijdens de verkiezingen komt de VLS met een eigen kandidatenlijst.
De partij richt zich op maatschappelijke problemen als belangenverstrengeling, democratische controle als de partijleider ook de regering leidt, machtsconcentraties, etnische verdeeldheid, gebrek aan politieke vernieuwing, een zwak parlement en corruptie.